# Plac Solny we Wrocławiu
Plac Solny we Wrocławiu – rynek pomocniczy Starego Miasta we Wrocławiu, regularny, kwadratowy, wytyczony w 1242 na południowy zachód od Rynku głównego.
Plac Solny miał pierwotnie wymiary 84,5 na 94 m (270 na 300 stóp po 0,313 m). Powstał prawdopodobnie w czasie ponowionej po najeździe mongolskim lokacji miasta z 1242 r. Określany był jako Polnischer Markt (Targ Polski), Salzring (Rynek Solny) albo Salzplatz (Plac Solny). W 1827 r. ustawiono na nim pomnik feldmarszałka Blüchera, a plac nazwano Blücherplatz. Po II wojnie światowej przywrócono placowi historyczną nazwę, zaś cokół zdemontowanego jeszcze przez Niemców pomnika zburzono.
Północno-wschodni narożnik placu przylega do narożnika Rynku, z południowo-wschodniego i północno-zachodniego wybiegają po dwie ulice (odpowiednio Gepperta i Ofiar Oświęcimskich oraz Ruska i Kiełbaśnicza), zaś czwarty, południowo-zachodni narożnik jest zamknięty (brama powadzi na plac Bohaterów Getta i ulicę Psie Budy). W przeciwieństwie do Rynku, przestrzeń placu jest niezabudowana. Połowę pierzei południowej placu zajmuje klasycystyczny gmach Starej Giełdy projektu Carla Ferdinanda Langhansa z 1822 roku, ponadto znajdują się tam jeszcze trzy historyzujące kamienice. Po wschodniej stronie znajduje się m.in. dawny dom towarowy z pocz. XX w. Na najbardziej zróżnicowana ścianę północną składa się narożny z Rynkiem wieżowiec zbudowany w latach 1930–1932 według projektu Heinricha Rumpa, budynek dawnej apteki Pod Murzynem (lub Pod Maurem), przebudowany w 1928 r. przez Adolfa Radinga w stylu modernistycznym (obecnie redakcja lokalna „Gazety Wyborczej”) oraz dwie kamienice: barokowy Dom Oppenheimów (Dom dla Kultury OP ENHEIM) przy Placu Solnym 4 z około 1700 roku (kamienica powstała w XIII wieku jako dom gotycki, na planie prostokąta) i historyzująca. Sprawiająca wrażenie najstarszej pierzeja zachodnia jest w istocie bardzo swobodną rekonstrukcją stanu z około 1800 r. dokonaną w latach 1947–1958.
Na placu tradycyjnie od lat znajduje się targ kwiatowy. W ostatnich latach XX wieku zbudowano na nim akcent architektoniczny, zwany Małą Iglicą w formie obelisku o falistym, zwężającym się ku górze kształcie - przypominającym płomyk ognia. Jest to m.in. nawiązanie do wydarzeń z 1453, kiedy to pod wpływem płomiennych kazań franciszkanina Jana Kapistrana wrocławscy mieszczanie palili tu luksusowe meble, odzież i inne przedmioty uznane za zbyt wystawne. Obelisk zaprojektował w 1996 r. Adam Wyspiański.
Pod częścią pl. Solnego znajduje się zdolny pomieścić 300 osób schron o powierzchni około 1000 m². W czasie wojny miał własne toalety, kanalizację i dwa wyjścia. Jedno z nich znajduje się obecnie w damskiej toalecie podziemnej. Twórcą podziemnego obiektu jest Richard Konwiarz.
Nad wejściem do redakcji „Gazety Wyborczej” znajduje się rzeźba autorstwa Stanisława Wysockiego przedstawiająca wrocławskiego grafika Eugeniusza Geta Stankiewicza jako Murzyna.

## Zabytkowe kamienice na placu
- Apteka „Pod Murzynem” (Nr 2/3),
- Oppenheimów (Nr 4),
- Numer 5,
- Numer 6-7 a-d (dawniej 6/7),
- Pod Złotą Kotwicą (Nr 8),
- Pod Czarnym Krzyżem (Nr 9),
- Numer 10,
- Numer 11,
- Numer 13,
- Numer 14,
- Numer 15,
- Numer 17.

## Galeria

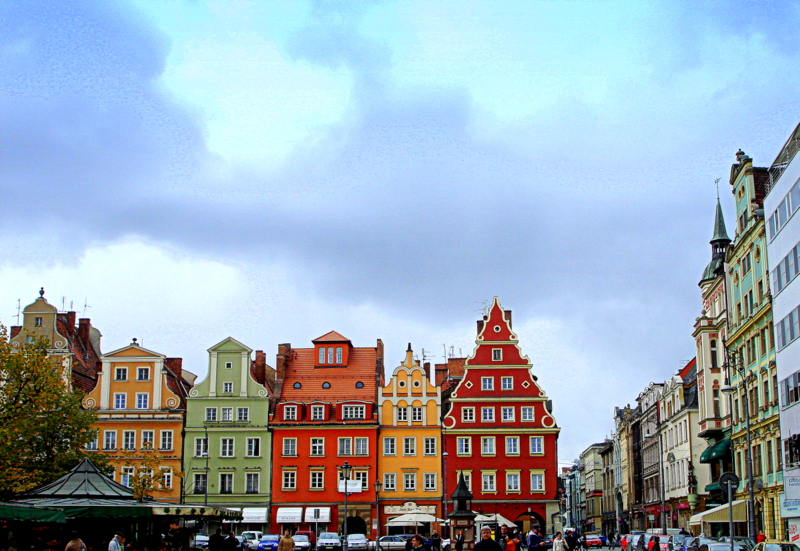
Pierzeja zachodnia
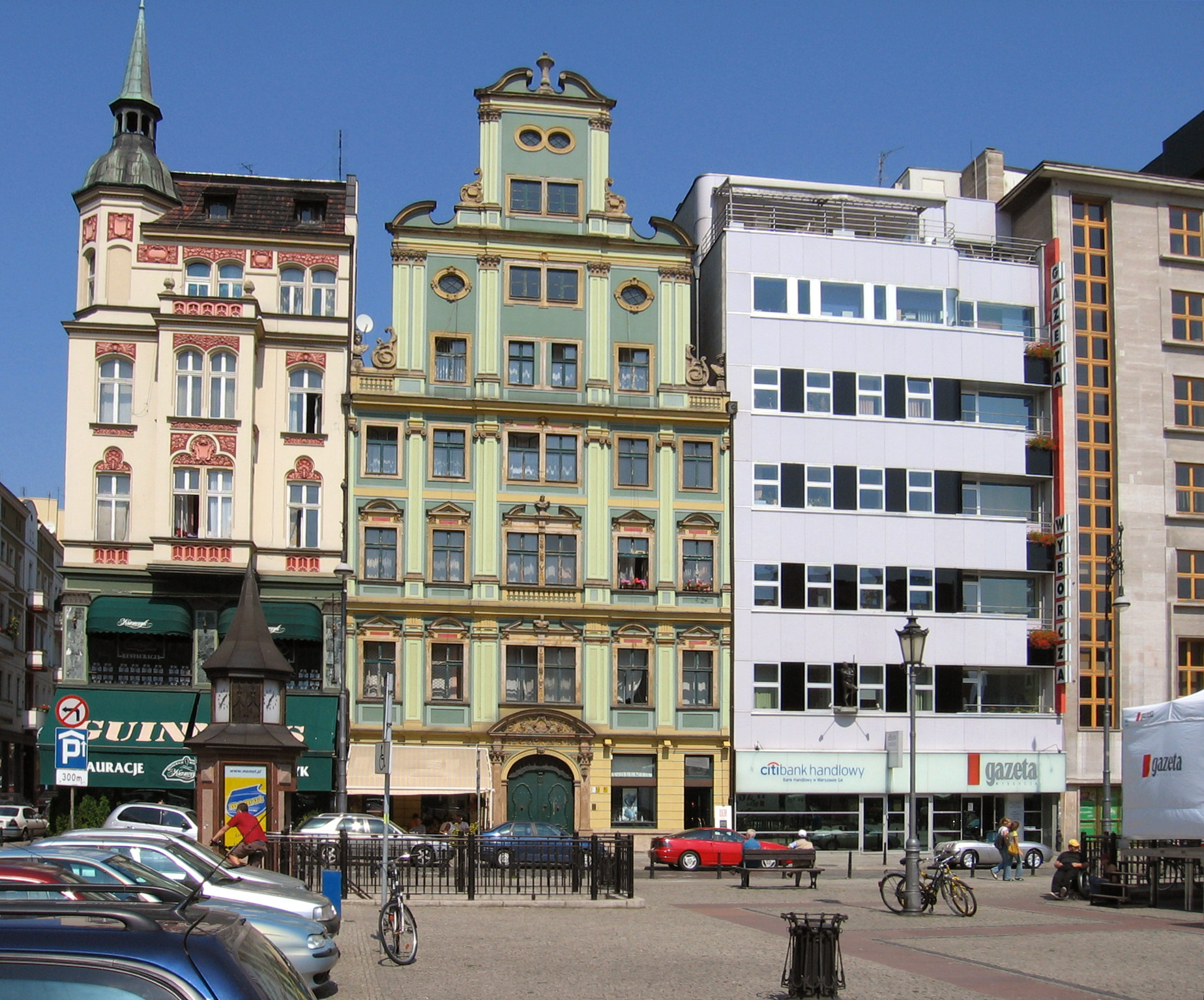
Północna pierzeja
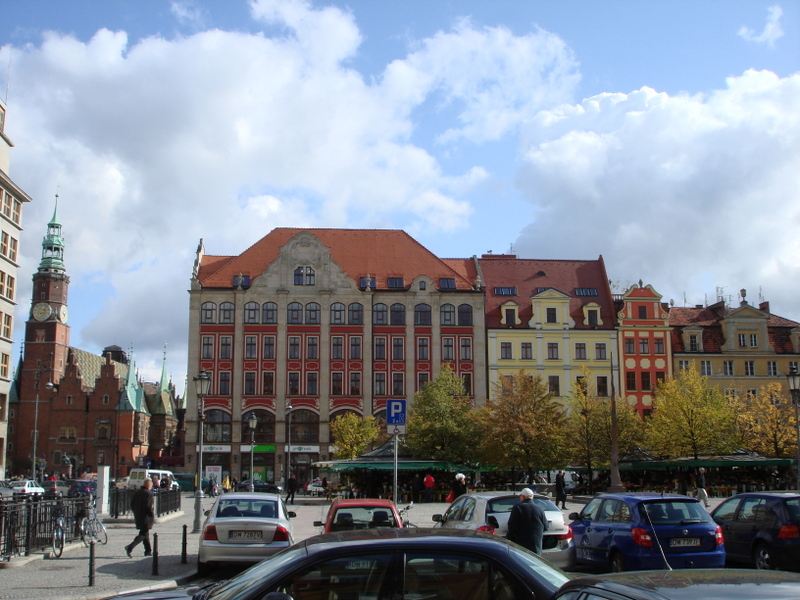
Pierzeja wschodnia
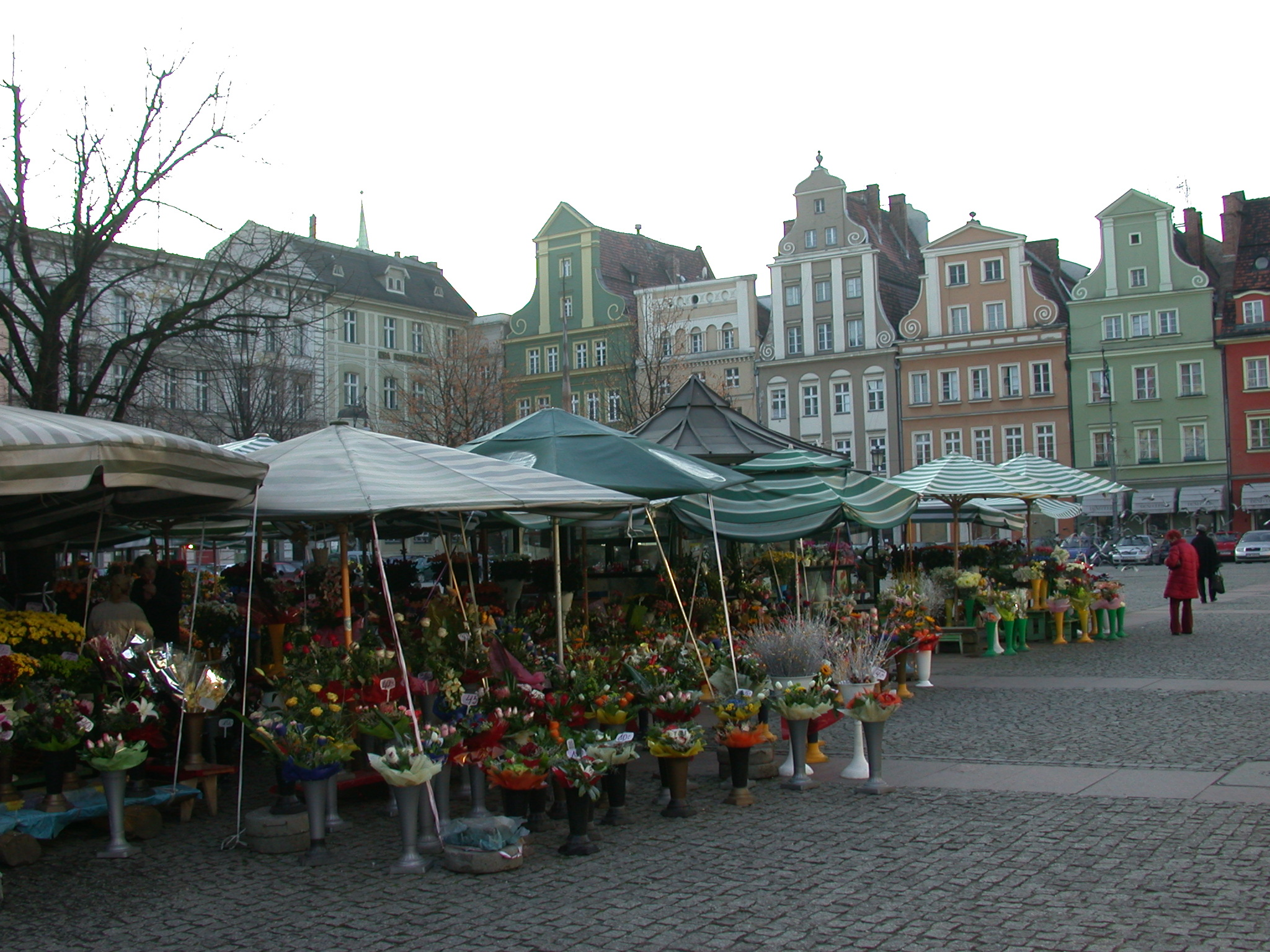
Targ kwiatowy na placu
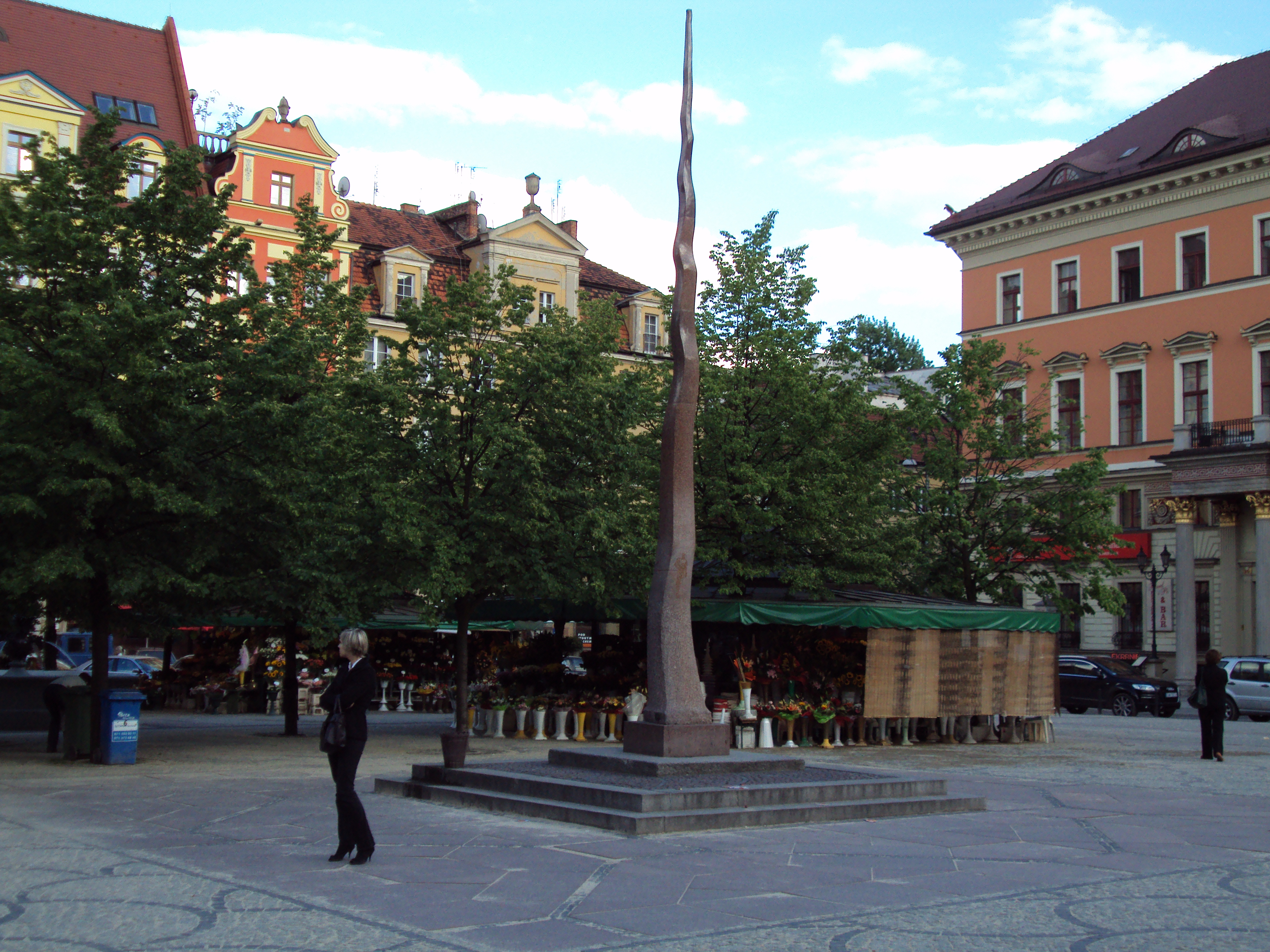
Mała iglica
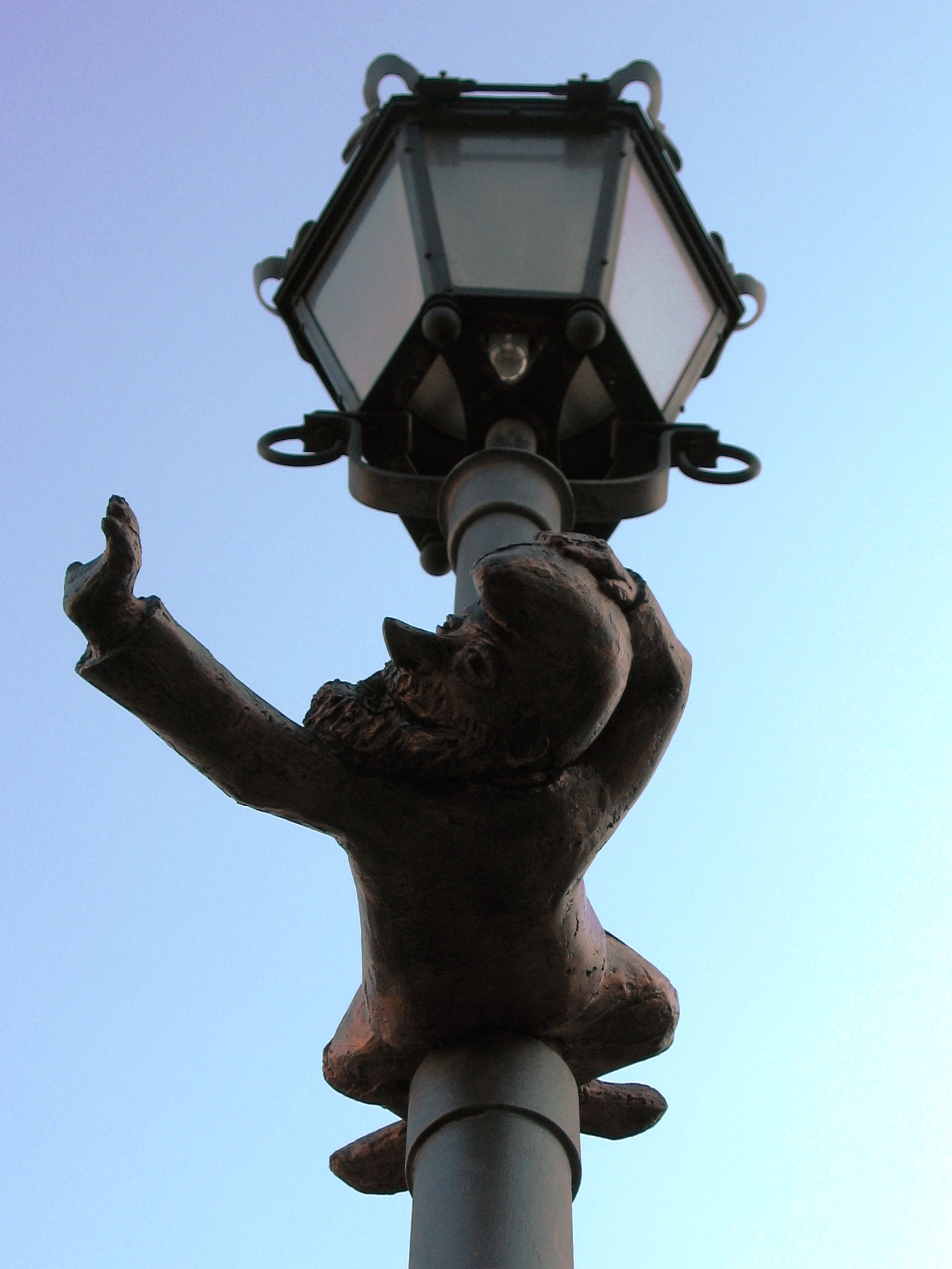
Krasnal Słupnik
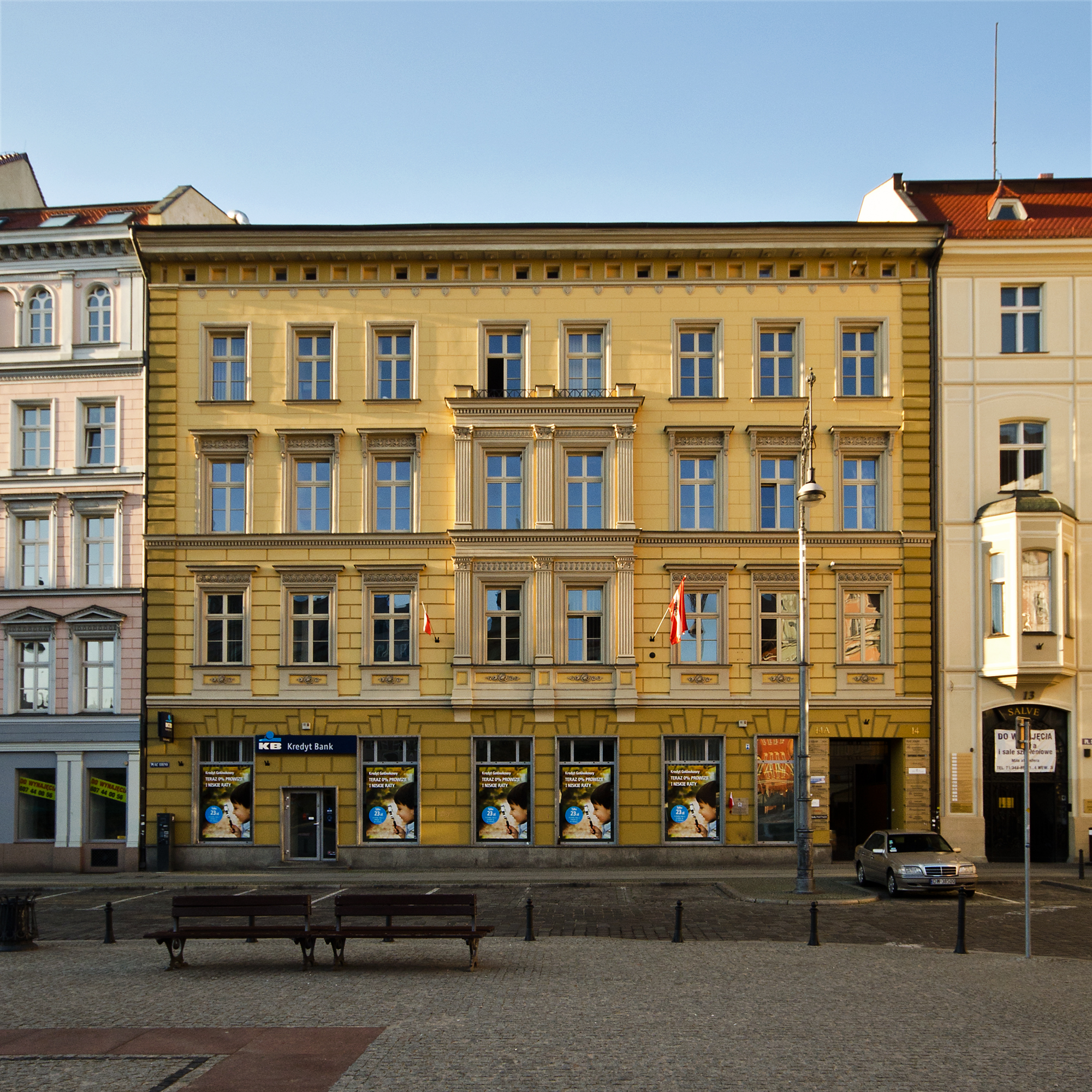
Kamienica
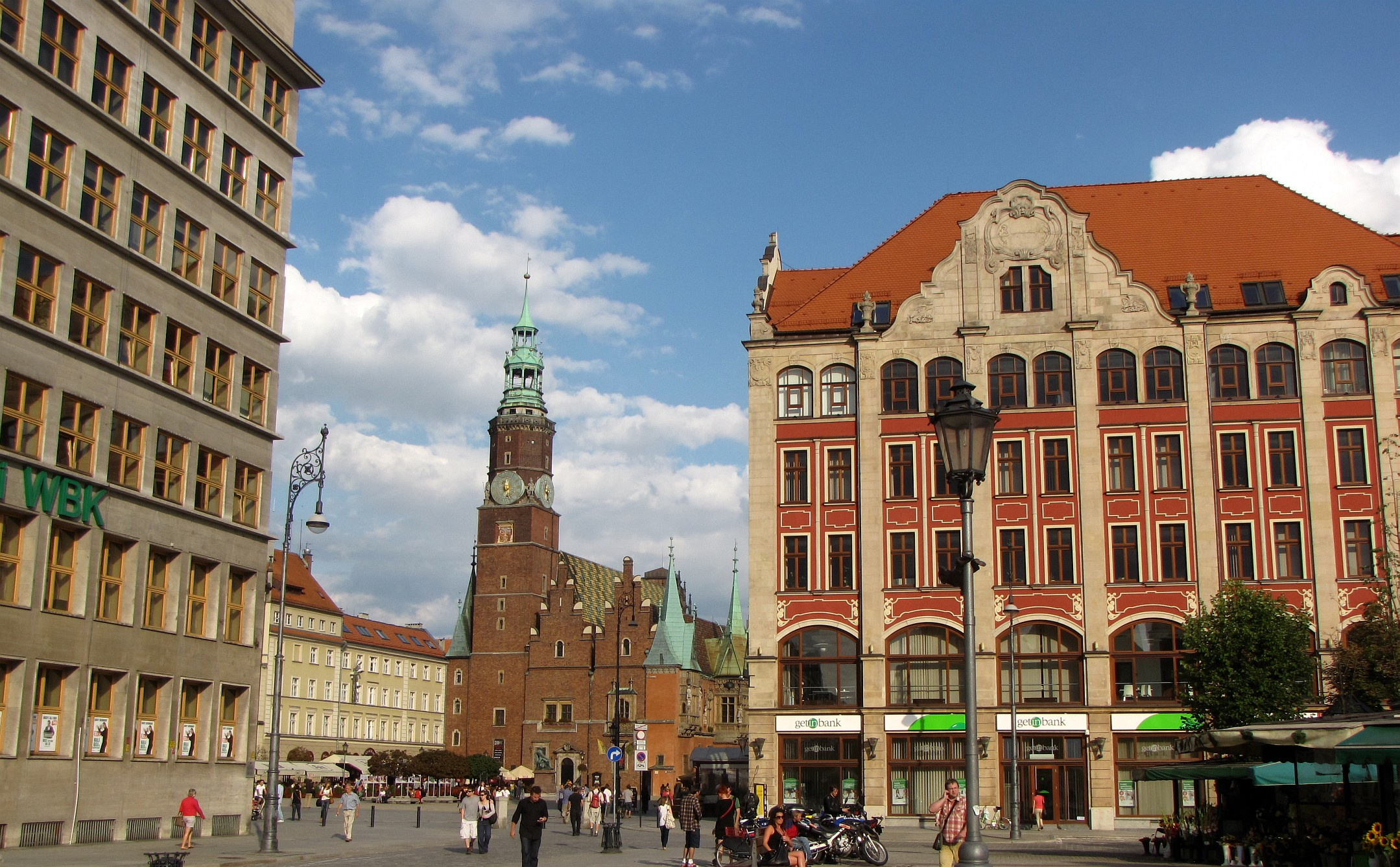
Ratusz widziany z Placu Solnego